# Waruna

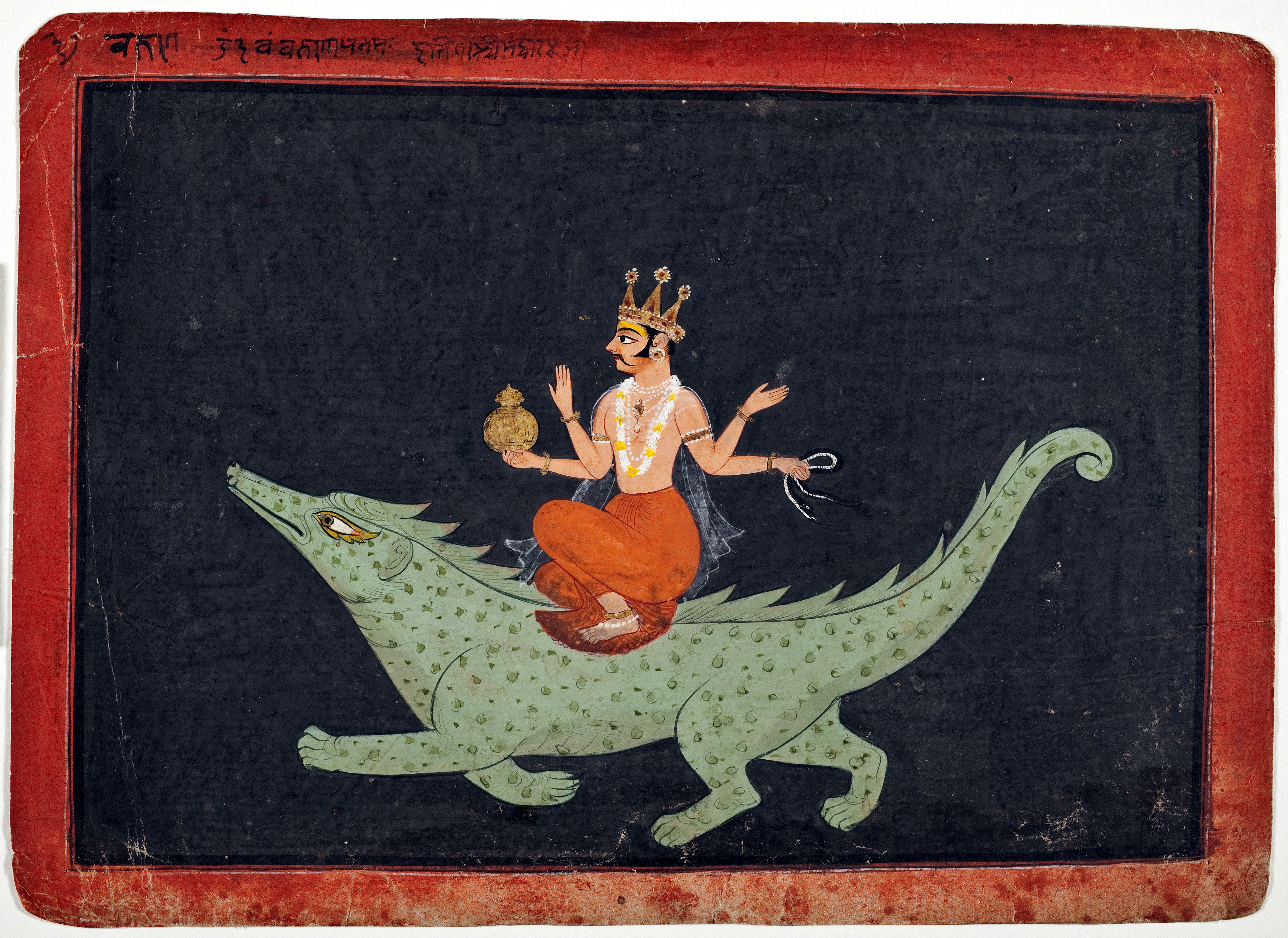
Waruna

Waruna (dewanagari वरुण) – hinduistyczny bóg nieba i wód. 

## Formy kultowe

### Imię Waruna
Słowo Waruna wywodzi się od wara znaczącego w sanskrycie rozległość.
Jego imię oznacza tego który wszystko przykrywa i jest powiązane z niebem i wodą. Taka forma imienia jest etymologicznie tożsama z greckim imieniem Uran(os) (Oυράνος  - niebo). Istnieje również inna, szeroko przyjęta interpretacja według której imię Waruna pochodzi od rdzenia uer - wiązać (sanskr. waratra - „pas", „lina", rosyjskie werenica - „sznur", „łańcuch"), co odpowiada jednemu z najczęściej występujących przedstawień Waruny jako boga związującego.

### Epitety
Literatura wedyzmu określa następująco Warunę:

bogowie idą za jego wolą,

bohater,

czarodziej,

hojny,

król,

łaskawy,

mędrzec,

mierzący przestrzenie,

miłosierny,

niezgłębiony,

o cudownej mocy,

o nieodpartej mocy,

odsunął niebo i słońce,

ogromny buhaj,

pełen mocy,

ponad wszystkim,

poznaje ponad niebem i ziemią,

przedziwny,

przemądry władca,

przemyślny,

rozpostarł ziemię,

rozsnuł podniebne przestworza,

rozsnuł ziemię własnym prawem,

sławny,

spełniający prawo,

strzeże prawa,

surowy,

syn nieskończoności,

ugruntował dwa światy,

umieścił na niebie słońce,

utrwalił niebo,

wielki mędrzec,

wierny prawu,

wieszcz nad wieszcze,

włada ludem najświetniejszej rasy,

władca ziemi,

władca,

władczy majestat,

wymierza ziemię,

wysnuł i dzierży obydwa światy,

wyżłobił drogi dla słońca,

złotolity,

zna drogi wielkiego wichru,

zna dwanaście miesięcy.

## Ikonografia
Pokazywano go w złotej zbroi, ujeżdżającego Makarę, wodnego potwora. Dzierży lasso z ciała węża.

## Rodzina i postacie powiązane
- Waruna jest jednym z asurów, jego pochodzenie wywodzi się z okresu, gdy asurowie byli jeszcze postrzegani jako mniej demoniczne, a bardziej boskie istoty.
- Jest powiązany szczególnie z Mitrą, mniej z Agnim, Somą i potworem Wrytrą.

## Recepcja w pismach hinduistycznych

### Wedy
- Poświęcono mu wiele hymnów w Rygwedzie.
- Był jednym z najważniejszych bogów okresu wedyjskiego oraz prawedyjskiego w Indiach. Był przedstawiany jako wszechmocny i wszechwiedzący.
- Odpowiedzialny był za wędrówkę słońca po niebie, rozdzielność dnia i nocy, zachowanie formy przez Ziemię, znał lot każdego ptaka i każdą ludzką myśl.
- Chronił on kosmiczne wody, otwierając niebo by wypuścić deszcz. Władza Waruny została podważona przez Indrę, wkrótce potem gdy pokonał on Wrytrę, smoczego złodzieja kosmicznych wód.

Jest to odległe echo wydarzeń, które miały miejsce w Indiach wraz z najazdem Ariów, a także zmiany panteonu bogów.
- To strażnik siły zwanej ryta, odpowiedzialnej za istnienie wszystkiego zgodnie ze swym porządkiem, również porządku moralnego. Jest surowym strażnikiem porządku, stosującym dość drastyczne metody karania tych którzy go naruszają. Dzieli przez to swą pozycję z Jamą, bogiem śmierci, jednak może też zsyłać nieśmiertelność.

### Purany
Rola Waruny osłabła razem z wzmocnieniem się kultu Śiwy i Wisznu.